# Condado de Gustarredondo
El condado de Gustarredondo es un título de nobleza español, concedido por Carlos VI del Sacro Imperio Romano Germánico el 10 de abril de 1723 para Antonio Sebastián Fernández de Villa Rebollar y Arce Castañeda, Corregidor de las Rentas Reales de Castilla, Regidor del Condado de Oliva, en Cerdeña, Administrador y Alférez Mayor de las Reales Salinas de Écija, en Sevilla "en premio a su apoyo a la causa del Archiduque pretendiente". El Título fue después ratificado y validado por Felipe V de España el 19 de agosto de 1727

## Condes de Gustarredondo (Fernández de Villa, 1723)
- Antonio Sebastián Fernández de Villa Rebollar y Arce Castañeda (Santibáñez de Carriedo, 1672-Madrid, 1738), I conde de Gustarredondo. Era hijo de Antonio Fernández de Villa y de Isabel Rebollar y Arce Castañeda.

## Condes de Gustarredondo (Calvo, 1930)
El título fue rehabilitado el 16 de agosto de 1930.
- Manrique de Calvo y Maltrana (1875-1944), II conde de Gustarredondo, II marqués pontificio de Maltrana, falleció sin descendencia. En su solicitud de sucesión, fechada el 6 de junio de 1930 y guardada en el expediente B8418930 del Archivo del Ministerio de Gracia y Justicia, dice: "Tal gracia la solicita a través de su apoderado a pesar de no corresponder con la consanguinidad del Primer Conde, Don Antonio Fernández de Villa y Arce Castañeda, originario del Valle de Carriedo, sino argumentándola a través de una simple y llana homonimia".[3]

Le sucedió, en 1953:
- Agustín de Vallés y de Prat (fallecido en 2008), III conde de Gustarredondo. Era hijo de Cayetano Vallés y Pujals y de Pilar Prat Alegre. Casó con Rosa Saus y Pla. Se apoyó en la línea de Manrique de Calvo y Maltrana, Marqués Pontificio de Maltrana, "y por lo tanto en la misma falsificación que gestionó el conocido mixtificador Don Enrique de Génova, seudo "Marqués de la Puerta", en aquel tiempo, obteniendo la carta de sucesión en 1954".[3] José de Vallés y Saus y María Josefa Helguero y Calvo, hijo y sobrina respectivamente, del llamado III Conde de Gustarredondo, desistieron en la sucesión del Título el 17 de enero de 2014 luego de probárseles que su familia no estaba relacionada con el I Conde.[3]

## Condes de Gustarredondo (Fernández de Villa, 2015)
Le sucedió en 2015:
- Rafael Tovar y López-Portillo, IV conde de Gustarredondo. Hijo de Rafael Tovar y de Teresa, Ministro de Cultura de México (Comendador y Gran Oficial de la Orden al Mérito Civil del Reino de España, Gran Cruz de la Orden de Isabel la Católica), y de Carmen López-Portillo y Romano (Cruz de la Orden de Isabel la Católica), hija de Carmen Romano de López-Portillo (Gran Cruz de la Orden de Isabel la Católica y Gran Cruz de la Orden de Alfonso X "El Sabio") y del expresidente mexicano José López-Portillo (Collar de la Orden de San Raimundo de Peñafort, Collar de la Orden de Isabel la Católica (Marcado con el número XX) y Collar de la Orden de Carlos III).